# Ingemar Johansson
Pour les articles homonymes, voir Ingemar Johansson (athlète).
Ingemar Johansson est un boxeur suédois né le 22 septembre 1932 à Göteborg et mort le 30 janvier 2009 à Kungsbacka de la maladie d'Alzheimer. Il repose a Goteborg.

## Carrière

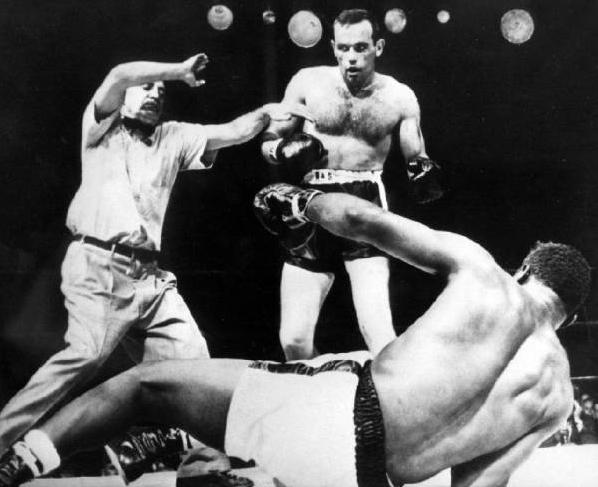
Ingemar Johansson envoyant à terre Floyd Patterson le 26 juin 1959

Boxeur doté d'une droite particulièrement redoutable, son principal atout sur le ring, il se retrouve en 1952 en finale olympique des lourds aux Jeux d'Helsinki, mais il est disqualifié pour manque de combativité.
Sa carrière est cependant relancée quand il met KO, d'une droite foudroyante, l'Américain Eddie Machen et devient ainsi un challenger crédible pour Floyd Patterson, qu'il bat en 1959, devenant alors champion du monde de boxe poids lourds. 
Mais Ingemar Johansson est un noceur : après son titre il mène la grande vie, grossit rapidement et collectionne les conquêtes féminines. Cette dispersion nuit à sa préparation et il est vaincu par Patterson en 1960 puis à nouveau en 1961 dans un combat durant lequel, au premier round, les deux boxeurs vont successivement au tapis.

## Distinctions
- Élu boxeur de l'année par Ring Magazine en 1958 et 1959.
- Membre de l'International Boxing Hall of Fame depuis 2002.